# Российское императорское политическое агентство
Росси́йское импера́торское полити́ческое аге́нтство или Росси́йское полити́ческое аге́нтство — учреждение Министерства иностранных дел Российской Империи в городах Бухара (1886—1891) и Новая Бухара (1892—1917) Бухарского эмирата. Образовано 12 ноября 1885 года и представляло политические и экономические интересы Российской империи в Бухарском эмирате.
Возглавлял его политический агент в Бухаре, который находился в двойном подчинении — как со стороны Министерства иностранных дел, так и туркестанского генерал-губернатора.
Политическое агентство было реорганизовано в Российское резидентство после Февральской революции и функционировало вплоть до Октябрьской революции.

## Русско-бухарские отношения
В первой половине XIX века Бухарский эмират являлся наиболее крупным централизованным государством в Центральной Азии, занимавшее к тому же довольно обширную территорию. В этот период наблюдался заметный подъем в экономике Бухары, развивались товарно-денежные отношения, начинали оживляться торговые и посольские связи эмирата с Россией.
С начала XIX века вплоть до 1866 года, в Бухару были посланы четыре русские миссии: первая в 1819—1820 годы (Негри А. Ф. и Мейендорф Е. К.), вторая в 1841 году (А. П. Бутенёв, А. А. Леман, Н. В. Ханыков), третья в 1859 году  (Н. П. Игнатьев) и четвёртая в 1865—1866 годы (К. В. Струве и А. И. Глуховский). Бухарский эмир Насрулла-хан, в свою очередь, направлял в Санкт-Петербург три посольства: первая в 1830—1831 годы (Б. Рахматбеков), вторая в 1838—1839 годы (Б. Рахматбеков) и третья в 1857 году (А. Дониш). Таким образом, обе стороны — и Санкт-Петербург и Бухара были заинтересованы в расширении и поддержании  посольских и торговых взаимоотношений.
Русско-бухарские отношения значительно были ухудшены после взятия Ташкента генерал-майором М. Г. Черняевым в 1865 году, так как на город претендовал и бухарский эмир — Музаффар (1860—1885). В то время военный министр Д. А. Милютин стоял за активные действия в Центральной Азии, министр иностранных дел вице-канцлер князь А. М. Горчаков настаивал на осторожности, опасаясь осложнений в англо-русских отношениях, так как с середины XIX века Центральная Азия становилась ареной острой политической и экономической борьбы между Российской империей и Соединённым Королевством.

## Подчинение Бухарского эмирата
По причине объявления священной войны — газавата в Бухарском эмирате, в течение 1866—1868 годов произошли 3 крупные сражения между войсками обоих государств: первая 8 мая 1866 года (Ирджарская битва), вторая 1 мая 1868 года (Сражение на Чупан-ате) и третья 14 июня 1868 года (Сражение на Зерабулакских высотах). Во всех трёх сражениях русские войска одержали победу и 23 июня 1868 года был заключен Русско-бухарский договор, который не был ратифицирован императором Александром II (1855—1881), но в значимой степени определял отношения Российской империи с Бухарским эмиратом вплоть до подписания в 1873 году Шаарского договора о дружбе. Традиционно считается, что в результате объявления «дружбы» Бухарский эмират фактически становился протекторатом Российской империи.

## Учреждение политического агентства
Одним из предметов спора между эмиром и генерал-губернатором был вопрос о порядке сношений между Бухарским эмиратом и Российской империей. Эмир считал себя вправе, как государь, сноситься непосредственно с государем — императором. Генерал-губернатор хотел, чтобы все сношения шли через него. Разумеется, такой запрет не соблюдался в Санкт-Петербурге ни русскими, ни бухарцами, и поездки чрезвычайных послов давали возможность возбуждать политические вопросы.
12 ноября 1885 года был выпущен указ Александра III (1881—1894) об учреждение Российского императорского политического агентства в Бухарском эмирате и с 1 января 1886 года учреждение начало свою деятельность, во главе Н. В. Чарыкова. Это название должно было как бы показать эмиру бухарскому, что в глазах Российской империи он был выше, чем вассала, но ниже независимого владетеля, потому что политическое агентство было больше, чем генеральное консульство, но оно не являлось и посольством в самостоятельном и суверенном государстве.
Агентство это находится в ведении Министерства иностранных дел, что не может способствовать, к сожалению, распространению и укреплению взгляда на Бухару, как на иностранное государство. Между тем, Бухара, по существу, есть часть империи, управляемая наследственным эмиром. При путешествии в пределах Бухарского или Хивинского ханств без содействия местной администрации (беков и других властей) обойтись невозможно, причём такое содействие достигается соответствующим распоряжением генерал губернатора или русского политического агента в Бухаре.
Эмир Сеид Абдулахад-хан (1985—1910) вначале предоставил в распоряжение политического агентства одно из лучших зданий города Бухары, где по настоянию эмира все содержание агентской резиденции, казачьего конвоя и прислуги производилось из эмирской казны.
В 1890 состоялись торги для постройки в Новой Бухаре группы зданий для политического агента Н. Лессара и его помощника Клема с семействами, их канцелярии и казаков конвоя. Эмиром Абдулахад-ханом на постройку было ассигновано больше ста тысяч рублей. Постройка здания была окончена в 1891 году. В том же году все работники учреждения переехали в новую резиденцию.
Так описал П. П. Шубинский приезд в Бухару первого политического агента Н. В. Чарыкова:
Въезд нашего агента г. Чарыкова в столицу ханства был обставлен чрезвычайной пышностью, и вскоре между ним и эмиром установились наилучшие отношения.

## Деятельность учреждения и функциональные полномочия и объязанности политического агента
Должность российского политического агента в Бухаре учреждена 12 ноября 1885 года. Политический агент являлся в Бухарском эмирате официальным представителем Российской империи. Через него происходили все сношения Санкт-Петербурга и Ташкента с бухарским правительством по самым разнообразным вопросам. О результатах этих сношений, а равно о директивах Министерства иностранных дел политический агент обязан был осведомлять туркестанского генерал-губернатора и вообще при решении тех или иных вопросов он должен был действовать в полном контакте с последним. Этим создавалось двойственность подчинения политического агента, являвшая иногда источником больших недоразумений между ним и высшей туркестанской администрацией, с одной стороны, и Санкт-Петербурга и Ташкентом, с другой, а также ему присваивались консульские функции.
Постепенно функции политического агента осложнились делами, не предусматривавшийся никакими статьями консульского устава. В 15 марта 1893 года наложили на политического агента обязанности надзора за русскими поселениями в эмирате.
В самой Бухаре политического агента или резидента Российской империи называли консулом. За связь между политическим агентом и бухарским правительством отвечали бухарские министры — бухарские Кушбеги: Мухаммад Шариф (1886—1888), Астанкул-бий (1888—1910), Насрулла-бий (1910—1917).
Политическое агентство постепенно превратилось в учреждение, осуществлявшее по отношению к эмирату лишь мероприятия колонизационного порядка. С другой стороны, начавшиеся поездки эмира Сеид Абдулахад-хана в Россию более облегчило эмиру личные сношения с русским двором и виднейшими представителями петербургской бюрократии.

## Реорганизация и упразднение учреждения
После Февральской революции, политическим агентом А. Я. Миллером было предложено Министру иностранных дел изменить название учреждения и своей должности. Запрос А. Я. Миллера был одобрен министерством и название «Российского политического агентства» было изменено на «Российское резидентство», которое прекратило деятельность после Октябрьской революции.

## Список российских политических агентов в Бухаре
| Ф. И. О.                      | Годы замещения должности |
| ----------------------------- | ------------------------ |
| Николай Валерьевич Чарыков    | 1886—1890                |
| Павел Михайлович Лессар       | 1890—1895                |
| Владимир Иванович Игнатьев    | 1895—1902                |
| Яков Яковлевич Лютш           | 1902—1911                |
| Александр Сергеевич Сомов     | 1911—1913                |
| Алексей Константинович Беляев | 1914—1916                |
| Александр Яковлевич Миллер    | 1916—1917                |